# Herbert Trube
Herbert Lawrence „Herb” Trube (ur. 3 września 1886 w Brooklynie, w Nowym Jorku, zm. 13 lipca 1959 w Norwalk, w Connecticut) – amerykański lekkoatleta (średnio- i długodystansowiec), wicemistrz olimpijski z 1908.

## Życiorys
Na igrzyskach olimpijskich w 1908 w Londynie zdobył srebrny medal w biegu na 3 mile drużynowo. Konkurencja ta była rozgrywana według następujących reguł: w każdym z biegów brało udział po pięciu reprezentantów każdego z krajów. Pierwsi trzej zawodnicy z każdej reprezentacji byli zawodnikami punktowanymi, na zasadzie pierwsze miejsce = jeden punkt. Drużyna z najmniejszą liczbą punktów wygrywała. W drużynie Stanów Zjednoczonych wystąpili również John Eisele i George Bonhag, a także Gayle Dull i Harvey Conn, których wyniki nie liczyły się w punktacji. Trube startował na tych igrzyskach również w biegu na 5 mil, ale nie ukończył biegu eliminacyjnego.
Był mistrzem Stanów Zjednoczonych (AAU) w biegu na milę w 1908. Został w nim w niecodziennych okolicznościach. Bieg rozegrano na bieżni, której obwód zmuszał do pokonania pięciu okrążeń. Sędzia omyłkowo dał sygnał dzwonkiem do ostatniego okrążenia po trzech okrążeniach i zawodnicy zatrzymali się po czterech, Trube na pierwszym miejscu. Po godzinie powtórzono bieg, ale sędzia zrobił ten sam błąd. Trube ponownie zwyciężył. Dopiero następnego dnia bieg rozegrano prawidłowo i Trube po raz trzeci został zwycięzcą. W tym samym roku został akademickim mistrzem USA (IC4A) w biegu na 2 mile.

## Rekordy życiowe
źródło:
- 1 mila – 4.19,8 s. (1909)
- 3 mile – 14.55,0 s. (1908)